# Incrocio Bruni 54
L'Incrocio Bruni 54 è un vitigno a bacca bianca. È un ibrido di Sauvignon e Verdicchio creato nel 1936 dall'ampelografo marchigiano Bruno Bruni.

## Ampelografia
La foglia è di dimensioni medie, orbicolare, pentalobata; il grappolo è di grandezza medio, di forma piramidale, compatto; l'acino si presenta con dimensioni medie, di forma obovoidale, di colore verde-giallo.
Fenomeni vegetativi:
- germogliamento: medio
- fioritura: media
- invaiatura: precoce
- maturazione: precoce

## Coltivazione
È stato riscoperto nella provincia di Pesaro e Urbino, ora è diffuso prevalentemente nelle Marche anche nelle province di Ancona e Macerata.